# Guillermo Ramírez Ortega
Guillermo "Pando" Ramírez Ortega (nació el 26 de marzo de 1978 en Livingston, Izabal, Guatemala) es un exfutbolista guatemalteco que jugaba de centrocampista. Su carrera finalizó en septiembre de 2012. 
El "Pando" es el jugador guatemalteco con más trofeos ganados en el extranjero.

## Trayectoria
Después de haber sido parte de CSD Municipal desde 1995, Ramírez fichó por el PAS Giannina de Grecia en 2001. Después de permanecer un año en la Superliga de Grecia, regresó a casa con los Rojos. En enero del 2003 llegó a la Primera División de México al firmar con Jaguares de Chiapas; el segundo semestre jugó con el cuadro filial de Chiapas en la Primera A.
En el 2005 fue a préstamo a Los Ángeles Galaxy de la MLS, anotando el gol decisivo en la Final contra New England Revolution, que le dio la victoria a los Galácticos y su segundo título de la historia.
Al finalizar la Temporada 2005 de la MLS, volvió a Municipal y colaboró para ganar tres torneos de Liga.
En julio del 2009 fue transferido al Marathón de Honduras. Después de estar un año con el Monstruo Verde, regresó a Municipal de Guatemala. Anotó su gol 130 el domingo 29 de agosto del 2010, superando a Carlos "Pepino" Toledo.
El 28 de enero del 2011, Motagua presentó a Ramírez como nuevo elemento del Ciclón. En enero del 2012, regresó a Guatemala para jugar con Heredia.

## Retirada del fútbol
En septiembre del 2012 la Federación de Fútbol de Guatemala lo suspendió de por vida por estar involucrado en amaños de partidos.

## Carrera internacional
Debutó el 16 de junio de 1997 con la Selección de Guatemala en un partido ante Costa Rica por la Copa UNCAF 1997; su primer gol como internacional fue el 23 de enero de 1998.
El 6 de agosto del 2008, El Pando llevaba el brazalete de capitán cuando marcó el segundo gol de Guatemala, en la victoria de 3-0 sobre la Selección de fútbol de Bolivia, para convertirse en el jugador con más partidos disputados en la historia de la selección de Guatemala, con 87 partidos internacionales, superando el récord anterior que ostentaba Juan Carlos Plata.
Es el futbolista con más juegos disputados con la Selección de fútbol de Guatemala, al sumar 100 partidos oficiales.

## Datos
- Es el tercer goleador histórico del CSD Municipal, al realizar 130 goles.

## Clubes
| Club                | País           | Año           |
| ------------------- | -------------- | ------------- |
| CSD Municipal       | Guatemala      | 1997-2000     |
| PAS Giannina        | Grecia         | 2000-2001     |
| CSD Municipal       | Guatemala      | 2002          |
| Jaguares de Chiapas | México         | Clausura 2003 |
| Jaguares B          | México         | Apertura 2003 |
| CSD Municipal       | Guatemala      | 2004          |
| Los Ángeles Galaxy  | Estados Unidos | 2005          |
| CSD Municipal       | Guatemala      | 2006-2009     |
| Marathón            | Honduras       | 2009-2010     |
| CSD Municipal       | Guatemala      | 2010          |
| Motagua             | Honduras       | 2011          |
| Heredia             | Guatemala      | 2012 (1.)     |

1. * - Excluido del fútbol por amaño de partidos.

## Palmarés

### Torneos nacionales
| Título                  | Club               | País           | Año     |
| ----------------------- | ------------------ | -------------- | ------- |
| Liga Nacional de Fútbol | CSD Municipal      | Guatemala      | 2000    |
| Liga Nacional de Fútbol | CSD Municipal      | Guatemala      | 2004    |
| Copa MLS                | Los Ángeles Galaxy | Estados Unidos | 2005    |
| Liga Nacional de Fútbol | CSD Municipal      | Guatemala      | 2006    |
| Liga Nacional de Fútbol | CSD Municipal      | Guatemala      | 2006    |
| Liga Nacional de Fútbol | CSD Municipal      | Guatemala      | 2008    |
| Liga Nacional de Fútbol | CSD Municipal      | Guatemala      | 2009    |
| Liga Nacional de Fútbol | Marathón           | Honduras       | 2009-10 |
| Liga Nacional de Fútbol | Motagua            | Honduras       | 2010-11 |